# وستلند (پنسیلوانیا)
وستلند (به انگلیسی: Westland) یک منطقهٔ مسکونی در ایالات متحده آمریکا است که در شهرستان واشینگتن، پنسیلوانیا واقع شده‌است. وستلند ۱۶۷ نفر جمعیت دارد.